# Charles de Beaumont (esgrimidor)
Charles Louis Leopold Alfred de Beaumont (Liverpool, 5 de mayo de 1902-Knightsbridge, 7 de julio de 1972) fue un deportista británico que compitió en esgrima, especialista en la modalidad de sable. Ganó una medalla de bronce en el Campeonato Mundial de Esgrima de 1933 en la prueba por equipos.

## Palmarés internacional
| Campeonato Mundial | Campeonato Mundial | Campeonato Mundial | Campeonato Mundial |
| Año                | Lugar              | Medalla            | Prueba             |
| ------------------ | ------------------ | ------------------ | ------------------ |
| 1933               | Budapest (Hungría) | Medalla de bronce  | Sable por equipos  |